# فورت دیویس (آلاباما)
فورت دیویس (به انگلیسی: Fort Davis) یک منطقهٔ مسکونی در ایالات متحده آمریکا است که در شهرستان مکون، آلاباما واقع شده‌است. فورت دیویس ۹۵٫۱ متر بالاتر از سطح دریا واقع شده‌است.